# 橋本佐与子
橋本 佐与子（はしもと さよこ）は、毎日放送（MBS）の報道局解説委員で、元・記者兼キャスター。

## 来歴・人物
関西学院大学卒業後、1995年に毎日放送へ社会部記者として入社。
元々はアナウンサー志望で、大学時代はテレビタレントセンター（TTC）の大阪校に通い各局のアナウンサー試験を受けるも、最終的にはアナウンサーの夢は叶わなかった。アナウンサーと思われがちだが、結果一般職でMBSに入社した。しかし社報の自己紹介で「5年後の私は、まだアナウンサーになりたがっていると思います」とアナウンサーへの思いは深かった様だ。その後20代後半でアナウンサーではなくキャスターとして、テレビ番組出演の夢が叶った。
2000年10月よりMBSテレビのローカルニュースワイド番組『VOICE』のキャスターを担当。アナウンサーではなく、記者の立場からキャスターへと抜擢された（当初は月曜 - 金曜、2002年10月より月曜 - 水曜を担当）。選挙特番にも出演した。
2007年4月25日には、『ちちんぷいぷい』に出演。JR福知山線脱線事故に関するリポートを行う。その際、角淳一ら出演者からも多大な評価を受けた。
女優の山内明日とは、親戚関係にあたる（山内が、『ちちんぷいぷい』の「今日のダレ?」で取り上げられた際に、同時に紹介された）。大阪大学准教授の橋本順光は実兄。
2007年9月26日で『VOICE』のキャスターを降板した後は、医療分野を中心に、取材活動へ事実上専念。同年には、ディレクターとして携わった『映像'07・“私は生きる―JR福知山線事故から2年―”』が、第3回日本放送文化大賞グランプリを受賞した。
現在は「毎日放送報道局解説委員」として、『VOICE』（2019年4月以降は『ミント!』）や『ちちんぷいぷい』で医療分野の特集を放送する場合に、スタジオで随時解説を担当。『VOICE』の水曜日に「わかる」（解説委員によるニュース解説コーナー）が新設された2016年7月からは、他の解説委員との週替わりながら、同番組へのレギュラー出演を再開していた。
その一方で、報道局ドキュメンタリー報道部のディレクターとして、医療関連のドキュメンタリー番組の制作に従事。2018年に携わった『映像'19 ”未来医学者～世界初“iPS 心筋”の10 年～”』は、2020年3月に、第61回科学技術映像祭の研究・技術開発部門で優秀賞を受賞した。 